# Lanceoppia menkei
Lanceoppia menkei är en kvalsterart som beskrevs av Hammer 1968. Lanceoppia menkei ingår i släktet Lanceoppia och familjen Oppiidae. Inga underarter finns listade i Catalogue of Life.